# Сарфатти, Джек
Джек Сарфатти (англ. Jack Sarfatti; род. 14 сентября 1939) — американский физик-теоретик и автор большого числа популярных книг о квантовой физике и сознании. Он известен своими новаторскими идеями и деятельностью, которую он рассматривает, как борьбу за новую парадигму, доказывая, что «физика — концептуальное искусство конца XX века», заменившее философию в роли связующего звена науки и искусства.